# 5階美少女家電売り場でございます
『5階美少女家電売り場でございます』（ごかいびしょうじょかでんうりばでございます）は、風上旬による漫画。「マジキュー」（エンターブレイン）で2004年から2007年にかけて掲載された。全1巻、全40回。家電製品の擬人化美少女イラスト・漫画と、深夜のラジオ番組の投稿コーナー的な小ネタのシリーズを組み合わせた異色のフルカラー連載である。また同単行本に収録された類似の連載『風上二頁』（かざかみにページ）についても述べる。

## 概要
美少女ビジュアル雑誌「マジキュー」（エンターブレイン）が月刊化でリニューアルされたVol.1から最終号のVol.40まで連載された。1年ごとの誌面刷新にともない多くの連載が入れ替わる本誌にあって、当初1ページだった本作品はフルカラーであるにもかかわらず1周年の第13回から2ページ連載、2周年の第25回から4ページ連載へと着実に増ページを果たしていった、隠れた人気作品である。
誌面のおおよそ半分が家電製品を擬人化した美少女キャラクターのイラストとギャグ漫画で構成される。炊飯器や洗濯機といった毎回異なる家電製品が家主のもとに届けられるという趣向で、家主と家電美少女のほのぼのとしたコントが繰り広げられる。彼女らは原則としてその回のみの登場で、長編の続き物としての展開は無い。
誌面の残り半分は、前述の擬人化美少女とは関係ない小ネタのシリーズになる。前述のコーナーが5階なので、こちらはそれぞれ別の階が割り当てられている。一見読者投稿コーナーのようにも見えるが、全て作者自身の手によるものである。あるあるネタやオタク文化の痛ネタなどが中心で、シュールなものから風刺の効いたものまでバラエティに富む。多くはシリーズ化されている。

### 主なシリーズ
地下1階食料品売り場
- お菓子のテーブルマナー：駄菓子の食べ方を子供の発想で工夫する

6階DVD売り場
- 80年代アニメ的なお約束

8階書籍売り場
- Hな漫画のありがちな落ち
- 版権フリーイラストの中の気になる人々
- 小中高の意識調査：子供の興味のありどころ
- エリートサラリーマン入門：訓辞を垂れ続ける上司
- BLコミック決め台詞集：絵のほとんどが使い回し
- 教室ざわざわのコーナー：普通の授業の中でたまたま卑猥に聞こえる言葉

9階ゲーム売り場
- ファミコン的な懐かしいゲームのお約束

11階ペット売り場
- 飼い猫・飼い犬のいじり方

12階スポーツジム
- テンション上がる下がる：日常の中でテンションが変わる場面

13階ゲーム開発室
- ようじょかいはつ：4歳児のつららちゃんによる幼児センスの身も蓋もないゲーム

13階スカイテラス
- だんじょかいはつ：男性が台詞を噛むまで終わらない、大人の会話の行方

？階昔ばなし売り場
- 桃太郎を下敷きにした救いのない4コマ漫画

## 風上二頁
『風上二頁』は成人向け漫画雑誌「コミックピンキィ」（オークラ出版、隔月刊、途中から月刊化）において2002年1月号から2003年7月号（休刊号）まで連載された。全12回。本単行本では『5階美少女家電売り場でございます』の原型として紹介されており、小中高の意識調査など『5階〜』のいくつかのコーナーが共通している。こちらは2ページのモノクロ連載で美少女イラストも添え物程度であり、『5階〜』と比べて毒や下ネタがきつめになっている。

### 主なシリーズ
風上二頁読者心得
中学生あたりにありがちな行為を戒める。
ツーカイギャグ トマトさん
サトウサンペイ風の絵柄の無味乾燥な4コマ漫画。最後は必ずセックス。
トニ→のデートレッスンビデオ
トニーが冴えない男子中学生を焚き付けてテンションを高め、女性へ告白させるもの。かつて電撃G's magazineで連載されていたコーナー。

## 単行本
- 全1巻 2007年12月6日発行（11月26日発売） ISBN 978-4-7577-3835-5